# Jared Jeffries
Jared Scott Carter Jeffries (* 25. November 1981 in Bloomington, Indiana) ist ein ehemaliger US-amerikanischer Basketballspieler.

## NBA
Jeffries wurde beim NBA-Draft 2002 an 11. Stelle von den Washington Wizards gezogen. Aufgrund einer schweren Verletzung, spielte er in seinem ersten Jahr jedoch nur 20 Spiele. Ab seinem zweiten Jahr startete Jeffries regelmäßig für die Wizards. Er konnte jedoch in den vier Jahre für die Wizards die Erwartungen nicht erfüllen und wechselte im Sommer 2006 zu den New York Knicks. Nach drei Jahren für die Knicks wurde Jeffries als Teil des Tracy McGrady-Transfer, zu den Houston Rockets verkauft. Am 25. Februar kauften ihn die Rockets aus dem Vertrag heraus, woraufhin er ein paar Tage später wieder bei den New York Knicks unterschrieb.
Am 16. Juli 2012 wurde er von den Knicks zu den Portland Trail Blazers transferiert. Für diese spielte er nur ein Jahr, ehe er entlassen wurde.
Nach seiner NBA-Karriere wurde Jeffries Scout bei den Denver Nuggets.